# Srecko Acimovic
Pour les articles homonymes, voir Acimovic.
 Srećko Aćimović était le commandant du deuxième bataillon de l’Armée de la répblique serbe de Bosnie à Zvornik pendant la guerre de Bosnie-Herzégovine. Il a participé à la détention et au meurtre de plus de 8 000 Bosniaques à Srebrenica en juillet 1995. Il est connu comme l'un des rares à avoir refusé l'ordre d'exécuter des prisonniers musulmans qui lui avait été donné par ses supérieurs. Son témoignage a conduit à la condamnation de Drago Nikolić, chef de la sécurité de la brigade de Zvornik, ainsi que du colonel Vujadin Popović, qui était également membre de l'armée serbe, par le Tribunal pénal international pour l'ex-Yougoslavie.
Le vendredi 16 octobre 2020, il a été condamné à neuf ans de prison par le tribunal de Bosnie-Herzégovine pour sa complicité dans le génocide des bosniaques à Srebrenica,,.
Par une décision en appel, sa peine a été réduite à sept ans.

## liens externes
- Le Figaro avec AFP, « Srebrenica : longtemps décrit comme un «héros», un Serbe condamné pour génocide », sur Le Figaro.fr, 16 octobre 2020 (consulté le 16 octobre 2020)